# Ла-Шо-де-Бреле
Ла-Шо-де-Бреле (фр. La Chaux-des-Breuleux) — громада  в Швейцарії в кантоні Юра, округ Франш-Монтань.

## Географія
Громада розташована на відстані близько 45 км на північний захід від Берна, 29 км на південний захід від Делемона.
Ла-Шо-де-Бреле має площу 4,1 км², з яких на 3,5% дозволяється будівництво (житлове та будівництво доріг), 70,1% використовуються в сільськогосподарських цілях, 23,2% зайнято лісами, 3,2% не є продуктивними (річки, льодовики або гори).

## Демографія
2019 року в громаді мешкало 99 осіб (+25,3% порівняно з 2010 роком), іноземців було 5,1%. Густота населення становила 24 осіб/км².
За віковим діапазоном населення розподілялося таким чином: 24,2% — особи молодші 20 років, 53,5% — особи у віці 20—64 років, 22,2% — особи у віці 65 років та старші. Було 40 помешкань (у середньому 2,5 особи в помешканні).